# 20e conseil des ministres du Canada
Confédération canadienne
19e conseil des ministres 21e conseil des ministres
Le 20e conseil des ministres du Canada (en anglais : 20th Canadian Ministry), communément appelé premier gouvernement Trudeau ou premier gouvernement Pierre Elliott Trudeau, est le conseil des ministres du Canada du 20 avril 1968 au 4 juin 1979, incluant les 28e, 29e et 30e législatures. Le gouvernement est dirigé par le Parti libéral du Canada.

## Composition

### 27elégislature

#### Composition initiale
En italique sont présentés les noms des ministres ayant changé d'attribution, et en gras ceux nouvellement nommés lors de la formation du 20e conseil des ministres.
| Fonction | Titulaire | Titulaire                | Parti   |
| --- | --------- | ------------------------ | ------- |
| Premier ministre Ministre de la Justice Procureur général Président du Conseil privé de la Reine pour le Canada (par intérim) |           | Pierre Trudeau           | Libéral |
| Ministre des Affaires des Anciens combattants                                                                                 |           | Roger Teillet            | Libéral |
| Secrétaire d'État aux Affaires extérieures                                                                                    |           | Mitchell Sharp           | Libéral |
| Ministre des Affaires indiennes et du Nord canadien                                                                           |           | Arthur Laing             | Libéral |
| Ministre de l'Agriculture |           | Joe Greene               | Libéral |
| Ministre du Commerce Ministre de l'Industrie Ministre de la Production de défense                                             |           | Charles Drury            | Libéral |
| Ministre de la Défense nationale                                                                                              |           | Léo Cadieux              | Libéral |
| Ministre de l'Énergie, des Mines et des Ressources Ministre du Travail                                                        |           | Jean-Luc Pépin           | Libéral |
| Ministre des Finances Receveur général Président du Conseil du Trésor                                                         |           | Edgar Benson             | Libéral |
| Ministre des Forêts et du Développement rural                                                                                 |           | Maurice Sauvé            | Libéral |
| Ministre de la Main-d'œuvre et de l'Immigration Secrétaire d'État du Canada                                                   |           | Jean Marchand            | Libéral |
| Ministre des Pêches |           | Hédard Robichaud         | Libéral |
| Ministre des Postes |           | Jean-Pierre Côté         | Libéral |
| Ministre du Revenu national                                                                                                   |           | Jean Chrétien            | Libéral |
| Ministre de la Santé nationale et du Bien-être social Ministre du Sport amateur                                               |           | Allan MacEachen          | Libéral |
| Solliciteur général du Canada Ministre de la Consommation et des Corporations                                                 |           | John Turner              | Libéral |
| Ministre des Transports |           | Paul Hellyer             | Libéral |
| Ministre des Travaux publics                                                                                                  |           | George McIlraith         | Libéral |
| Ministres d'État |           |                          |         |
| Ministre d'État |           | Charles Granger          | Libéral |
| Ministre d'État |           | Donald Stovel Macdonald  | Libéral |
| Ministre d'État |           | Bryce Mackasey           | Libéral |
| Ministre d'État |           | John Munro               | Libéral |
| Ministre d'État |           | Gérard Pelletier         | Libéral |
| Ministre d'État |           | Jack Davis               | Libéral |
| Fonctions parlementaires |           |                          |         |
| Leader du gouvernement à la Chambre des communes                                                                              |           | Allan MacEachen          | Libéral |
| Leader du gouvernement au Sénat Ministre d'État                                                                               |           | Paul Joseph James Martin | Libéral |

### 28elégislature

#### Composition initiale
Identique au cabinet à la fin de la 27e législature.

#### Remaniement (6 juillet 1968)
Quelques jours après les élections fédérales du 25 juin 1968 le Premier ministre opère un important remaniement de son cabinet. Trois ministres quittent le cabinet tandis que 5 nouveaux ministres et 3 nouveaux ministres d'État sont nommés au sein du cabinet ; tandis que 5 ministres d'État du précédent cabinet sont promus ministres de plein exercice.
| Titulaire               | Avant le remaniement | Après le remaniement                                  |
| ----------------------- | --- | ----------------------------------------------------- |
| Pierre Trudeau          | Premier ministre Ministre de la Justice Procureur général Président du Conseil privé de la Reine pour le Canada (par intérim) | Premier ministre                                      |
| Bob Andras              | Aucun | Ministre d'État                                       |
| Ron Basford             | Aucun | Ministre de la Consommation et des Corporations       |
| Edgar Benson            | Ministre des Finances Receveur général Président du Conseil du Trésor                                                         | Ministre des Finances Receveur général                |
| Jean Chrétien           | Ministre du Revenu national                                                                                                   | Ministre des Affaires indiennes et du Nord canadien   |
| Jean-Pierre Côté        | Ministre des Postes | Ministre du Revenu national                           |
| Jack Davis              | Ministre d'État | Ministre des Pêcheries                                |
| Charles Drury           | Ministre du Commerce Ministre de l'Industrie Ministre de la Production de défense                                             | Président du Conseil du Trésor                        |
| Jean-Eudes Dubé         | Aucun | Ministre des Affaires des Anciens combattants         |
| Joe Greene              | Ministre de l'Agriculture | Ministre de l'Énergie, des Mines et des Ressources    |
| Don Jamieson            | Aucun | Ministre de la Production de défense                  |
| Eric Kierans            | Aucun | Ministre des Postes                                   |
| Arthur Laing            | Ministre des Affaires indiennes et du Nord canadien                                                                           | Ministre des Travaux publics                          |
| Otto Lang               | Aucun | Ministre d'État                                       |
| Donald Stovel Macdonald | Ministre d'État | Président du Conseil privé de la Reine pour le Canada |
| Allan MacEachen         | Ministre de la Santé nationale et du Bien-être social Ministre du Sport amateur                                               | Ministre de la Main-d'œuvre et de l'Immigration       |
| Bryce Mackasey          | Ministre d'État | Ministre du Travail                                   |
| Jean Marchand           | Ministre de la Main-d'œuvre et de l'Immigration Secrétaire d'État du Canada                                                   | Ministre des Forêts et du Développement rural         |
| George McIlraith        | Ministre des Travaux publics                                                                                                  | Solliciteur général                                   |
| John Munro              | Ministre d'État | Ministre de la Santé nationale et du Bien-être social |
| Bud Olson               | Aucun | Ministre de l'Agriculture                             |
| Gérard Pelletier        | Ministre d'État | Secrétaire d'État du Canada                           |
| Jean-Luc Pépin          | Ministre de l'Énergie, des Mines et des Ressources Ministre du Travail                                                        | Ministre de l'Industrie Ministre du Commerce          |
| James Richardson        | Aucun | Ministre d'État                                       |
| Hédard Robichaud        | Ministre des Pêches | Quitte le cabinet                                     |
| Maurice Sauvé           | Ministre des Forêts et du Développement rural                                                                                 | Quitte le cabinet                                     |
| Roger Teillet           | Ministre des Anciens combattants                                                                                              | Quitte le cabinet                                     |
| John Turner             | Solliciteur général Ministre de la Consommation et des Corporations                                                           | Ministre de la Justice Procureur général              |

#### Remaniement (1eravril 1969)
À la suite de l'entrée en vigueur de lois créant de nouveaux ministères, le premier ministre opère un remaniement le 1er avril 1969. À cette même date le poste de Leader du gouvernement au Sénat devient officiellement un poste ministériel. 
| Titulaire      | Avant le remaniement                          | Après le remaniement                            |
| -------------- | --------------------------------------------- | ----------------------------------------------- |
| Jack Davis     | Ministre des Pêcheries                        | Ministre des Pêches et Forêts                   |
| Don Jamieson   | Ministre de la Production de défense          | Ministre des Approvisionnements et Services     |
| Eric Kierans   | Ministre des Postes                           | Ministre des Communications Ministre des Postes |
| Jean Marchand  | Ministre des Forêts et du Développement rural | Ministre de l'Expansion économique régionale    |
| Jean-Luc Pépin | Ministre de l'Industrie Ministre du Commerce  | Ministre de l'Industrie et du Commerce          |

#### Remaniement (5 mai 1969)
| Titulaire        | Avant le remaniement                        | Après le remaniement                        |
| ---------------- | ------------------------------------------- | ------------------------------------------- |
| Paul Hellyer     | Ministre des Transports                     | Quitte le cabinet                           |
| Don Jamieson     | Ministre des Approvisionnements et Services | Ministre des Transports                     |
| James Richardson | Ministre d'État                             | Ministre des Approvisionnements et Services |

Parallèlement Bob Andras, alors ministre d'État, récupère la responsabilité de la Société centrale d'hypothèques et de logement et de l'application de la Loi nationale sur l'habitation (en).

#### Ajustement (22 mai 1969)
Otto Lang, ministre d'État est désigné par arrêté en conseil, ministre responsable de plusieurs organismes et lois dans le domaine de l'énergie par délégation du ministre de l'Énergie, des Mines et des Ressources naturelles (poste occupé par Joe Greene).

#### Ajustements (octobre 1969)
Le Cabinet connaît plusieurs ajustements mineurs en octobre 1969 :
- Le 15 octobre deux arrêtés en conseils modifient les responsabilités de certains ministres :
  - Otto Lang, ministre d'État, devient ministre responsable de la Commission canadienne du blé[7];
  - Joe Greene, alors ministre de l'Énergie, des Mines et des Ressources naturelles récupère les responsabilités qui avaient été déléguées à Otto Lang en mai 1969[8].
- Le 20 octobre, Herb Gray et Robert Stanbury sont nommés ministres d'État (sans portefeuille)[9].

### 29elégislature

#### Composition initiale (27 novembre 1972)
En italique sont présentés les noms des ministres ayant changé d'attribution, et en gras ceux nouvellement nommés au début de la 30e législature.
| Fonction                                                  | Titulaire | Titulaire                | Parti   |
| --------------------------------------------------------- | --------- | ------------------------ | ------- |
| Premier ministre                                          |           | Pierre Trudeau           | Libéral |
| Ministre des Affaires des Anciens combattants             |           | Daniel Joseph MacDonald  | Libéral |
| Secrétaire d'État aux Affaires extérieures                |           | Mitchell Sharp           | Libéral |
| Ministre des Affaires indiennes et du Nord canadien       |           | Jean Chrétien            | Libéral |
| Ministre de l'Agriculture                                 |           | Eugene Whelan            | Libéral |
| Ministre des Approvisionnements et Services               |           | Jean-Pierre Goyer        | Libéral |
| Ministre des Communications                               |           | Gérard Pelletier         | Libéral |
| Ministre de la Consommation et des Corporations           |           | Herb Gray                | Libéral |
| Président du Conseil du Trésor                            |           | Charles Mills Drury      | Libéral |
| Président du Conseil privé de la Reine pour le Canada     |           | Allan MacEachen          | Libéral |
| Ministre de la Défense nationale                          |           | James Richardson         | Libéral |
| Ministre de l'Énergie, des Mines et des Ressources        |           | Donald Stovel Macdonald  | Libéral |
| Ministre de l'Environnement Ministre des Pêches           |           | Jack Davis               | Libéral |
| Ministre de l'Expansion économique régionale              |           | Don Jamieson             | Libéral |
| Ministre des Finances                                     |           | John Turner              | Libéral |
| Ministre de la Main-d'œuvre et de l'Immigration           |           | Bob Andras               | Libéral |
| Ministre de l'Industrie et du Commerce                    |           | Alastair Gillespie       | Libéral |
| Ministre de la Justice Procureur général                  |           | Otto Lang                | Libéral |
| Ministre des Postes                                       |           | André Ouellet            | Libéral |
| Ministre du Revenu national                               |           | Robert Stanbury          | Libéral |
| Ministre de la Santé nationale et du Bien-être social     |           | Marc Lalonde             | Libéral |
| Secrétaire d'État du Canada                               |           | Hugh Faulkner            | Libéral |
| Solliciteur général du Canada                             |           | Warren Allmand           | Libéral |
| Ministre des Transports                                   |           | Jean Marchand            | Libéral |
| Ministre du Travail                                       |           | John Munro               | Libéral |
| Ministre des Travaux publics                              |           | Jean-Eudes Dubé          | Libéral |
| Ministres d'État                                          |           |                          |         |
| Ministre d'État                                           |           | Stanley Haidasz          | Libéral |
| Ministre d'État chargé des Affaires urbaines              |           | Ron Basford              | Libéral |
| Ministre d'État chargé de la Science et de la Technologie |           | Jeanne Sauvé             | Libéral |
| Fonctions parlementaires                                  |           |                          |         |
| Leader du gouvernement à la Chambre des communes          |           | Allan MacEachen          | Libéral |
| Leader du gouvernement au Sénat Ministre d'État           |           | Paul Joseph James Martin | Libéral |

#### Composition à la dissolution (9 mai 1974)
| Fonction                                                  | Titulaire | Titulaire                | Parti   |
| --------------------------------------------------------- | --------- | ------------------------ | ------- |
| Premier ministre                                          |           | Pierre Trudeau           | Libéral |
| Ministre des Affaires des Anciens combattants             |           | Daniel Joseph MacDonald  | Libéral |
| Secrétaire d'État aux Affaires extérieures                |           | Mitchell Sharp           | Libéral |
| Ministre des Affaires indiennes et du Nord canadien       |           | Jean Chrétien            | Libéral |
| Ministre de l'Agriculture                                 |           | Eugene Whelan            | Libéral |
| Ministre des Approvisionnements et Services               |           | Jean-Pierre Goyer        | Libéral |
| Ministre des Communications                               |           | Gérard Pelletier         | Libéral |
| Ministre de la Consommation et des Corporations           |           | Herb Gray                | Libéral |
| Président du Conseil du Trésor                            |           | Charles Mills Drury      | Libéral |
| Président du Conseil privé de la Reine pour le Canada     |           | Allan MacEachen          | Libéral |
| Ministre de la Défense nationale                          |           | James Richardson         | Libéral |
| Ministre de l'Énergie, des Mines et des Ressources        |           | Donald Stovel Macdonald  | Libéral |
| Ministre de l'Environnement Ministre des Pêches           |           | Jack Davis               | Libéral |
| Ministre de l'Expansion économique régionale              |           | Don Jamieson             | Libéral |
| Ministre des Finances                                     |           | John Turner              | Libéral |
| Ministre de la Main-d'œuvre et de l'Immigration           |           | Bob Andras               | Libéral |
| Ministre de l'Industrie et du Commerce                    |           | Alastair Gillespie       | Libéral |
| Ministre de la Justice Procureur général                  |           | Otto Lang                | Libéral |
| Ministre des Postes                                       |           | André Ouellet            | Libéral |
| Ministre du Revenu national                               |           | Robert Stanbury          | Libéral |
| Ministre de la Santé nationale et du Bien-être social     |           | Marc Lalonde             | Libéral |
| Secrétaire d'État du Canada                               |           | Hugh Faulkner            | Libéral |
| Solliciteur général du Canada                             |           | Warren Allmand           | Libéral |
| Ministre des Transports                                   |           | Jean Marchand            | Libéral |
| Ministre du Travail                                       |           | John Munro               | Libéral |
| Ministre des Travaux publics                              |           | Jean-Eudes Dubé          | Libéral |
| Ministres d'État                                          |           |                          |         |
| Ministre d'État                                           |           | Stanley Haidasz          | Libéral |
| Ministre d'État chargé des Affaires urbaines              |           | Ron Basford              | Libéral |
| Ministre d'État chargé de la Science et de la Technologie |           | Jeanne Sauvé             | Libéral |
| Fonctions parlementaires                                  |           |                          |         |
| Leader du gouvernement à la Chambre des communes          |           | Allan MacEachen          | Libéral |
| Leader du gouvernement au Sénat Ministre d'État           |           | Paul Joseph James Martin | Libéral |

### 30elégislature

#### Composition initiale (8 août 1974)
En italique sont présentés les noms des ministres ayant changé d'attribution, et en gras ceux nouvellement nommés au début de la 30e législature.
| Fonction,                                                                              | Titulaire | Titulaire               | Parti   |
| -------------------------------------------------------------------------------------- | --------- | ----------------------- | ------- |
| Premier ministre                                                                       |           | Pierre Trudeau          | Libéral |
| Ministre des Affaires des Anciens combattants                                          |           | Daniel Joseph MacDonald | Libéral |
| Secrétaire d'État aux Affaires extérieures                                             |           | Allan MacEachen         | Libéral |
| Ministre des Affaires indiennes et du Nord canadien                                    |           | Judd Buchanan           | Libéral |
| Ministre de l'Agriculture                                                              |           | Eugene Whelan           | Libéral |
| Ministre des Approvisionnements et Services                                            |           | Jean-Pierre Goyer       | Libéral |
| Ministre des Communications                                                            |           | Gérard Pelletier        | Libéral |
| Ministre de la Consommation et des Corporations                                        |           | André Ouellet           | Libéral |
| Président du Conseil privé de la Reine pour le Canada                                  |           | Mitchell Sharp          | Libéral |
| Président du Conseil du Trésor                                                         |           | Jean Chrétien           | Libéral |
| Ministre de la Défense nationale                                                       |           | James Richardson        | Libéral |
| Ministre de l'Énergie, des Mines et des Ressources                                     |           | Donald Stovel Macdonald | Libéral |
| Ministre de l'Environnement                                                            |           | Jeanne Sauvé            | Libéral |
| Ministre de l'Expansion économique régionale                                           |           | Don Jamieson            | Libéral |
| Ministre des Finances                                                                  |           | John Turner             | Libéral |
| Ministre de la Main-d'œuvre et de l'Immigration                                        |           | Bob Andras              | Libéral |
| Ministre de l'Industrie et du Commerce                                                 |           | Alastair Gillespie      | Libéral |
| Ministre de la Justice Procureur général                                               |           | Otto Lang               | Libéral |
| Ministre des Postes                                                                    |           | Bryce Mackasey          | Libéral |
| Ministre du Revenu national                                                            |           | Ron Basford             | Libéral |
| Ministre de la Santé nationale et du Bien-être social                                  |           | Marc Lalonde            | Libéral |
| Secrétaire d'État du Canada                                                            |           | Hugh Faulkner           | Libéral |
| Solliciteur général du Canada                                                          |           | Warren Allmand          | Libéral |
| Ministre des Transports                                                                |           | Jean Marchand           | Libéral |
| Ministre du Travail                                                                    |           | John Munro              | Libéral |
| Ministre des Travaux publics Ministre d'État chargé de la Science et de la Technologie |           | Charles Mills Drury     | Libéral |
| Ministres d'État                                                                       |           |                         |         |
| Ministre d'État                                                                        |           | Stanley Haidasz         | Libéral |
| Ministre d'État chargé des Affaires urbaines                                           |           | Barney Danson           | Libéral |
| Ministre d'État (Pêches)                                                               |           | Roméo LeBlanc           | Libéral |
| Fonctions parlementaires                                                               |           |                         |         |
| Leader du gouvernement à la Chambre des communes                                       |           | Mitchell Sharp          | Libéral |
| Leader du gouvernement au Sénat Ministre d'État                                        |           | Raymond Joseph Perrault | Libéral |

#### Remaniement (15 septembre 1976)
À la suite de la démission de Bryce Mackasey et Charles Mills Drury, le premier ministre procède à un remaniement d'ampleur, comprenant 7 nouveaux ministres et 8 permutations.
| Titulaire             | Avant le remaniement                                                                                   | Après le remaniement                                                                                   |
| --------------------- | --- | --- |
| Mitchell Sharp        | Leader du gouvernement à la Chambre des communes Président du Conseil privé de la Reine pour le Canada | Quitte le cabinet                                                                                      |
| Allan MacEachen       | Secrétaire d'État des Affaires extérieures                                                             | Leader du gouvernement à la Chambre des communes Président du Conseil privé de la Reine pour le Canada |
| Don Jamieson          | Ministre de l'Industrie et du Commerce                                                                 | Secrétaire d'État des Affaires extérieures                                                             |
| Jean Chrétien         | Président du Conseil du Trésor                                                                         | Ministre de l'Industrie et du Commerce                                                                 |
| Bob Andras            | Ministre de la Main-d'œuvre et de l'Immigration                                                        | Président du Conseil du Trésor                                                                         |
| Bud Cullen            | Ministre du Revenu national                                                                            | Ministre de la Main-d'œuvre et de l'Immigration                                                        |
| Monique Bégin         | Aucun                                                                                                  | Ministre du Revenu national                                                                            |
| Bryce Mackasey        | Ministre de la Consommation et des Corporations Ministre des Postes                                    | Quitte le cabinet                                                                                      |
| Tony Abbott (en)      | Aucun                                                                                                  | Ministre de la Consommation et des Corporations                                                        |
| Jean-Jacques Blais    | Aucun                                                                                                  | Ministre des Postes                                                                                    |
| Charles Mills Drury   | Ministre des Travaux publics Ministre d'État chargé de la Science et de la Technologie                 | Quitte le cabinet                                                                                      |
| Hugh Faulkner         | Secrétaire d'État du Canada                                                                            | Ministre d'État chargé de la Science et de la Technologie                                              |
| John Roberts          | Aucun                                                                                                  | Secrétaire d'État du Canada                                                                            |
| Judd Buchanan         | Ministre des Affaires indiennes et du Nord canadien                                                    | Ministre des Travaux publics                                                                           |
| Warren Allmand        | Solliciteur général du Canada                                                                          | Ministre des Affaires indiennes et du Nord canadien                                                    |
| Francis Fox           | Aucun                                                                                                  | Solliciteur général du Canada                                                                          |
| Leonard Marchand (en) | Aucun                                                                                                  | Ministre d'État (Petites entreprises)                                                                  |
| Iona Campagnolo       | Aucun                                                                                                  | Ministre d'État (Santé et Sport amateur)                                                               |

## Conseils des ministres et membre du cabinet
- Premier ministre du Canada

1. 1968-1979 Pierre Elliott Trudeau

- Ministre des Affaires des anciens combattants

1. 1968-1968 Roger Joseph Teillet
2. 1968-1972 Jean-Eudes Dubé
3. 1972-1972 Arthur Laing
4. 1972-1979 Daniel Joseph MacDonald

- Secrétaire d'État aux Affaires extérieures

1. 1968-1974 Mitchell William Sharp
2. 1974-1976 Allan Joseph MacEachen
3. 1976-1979 Donald Campbell Jamieson

- Ministre des Affaires indiennes et du Nord canadien

1. 1968-1968 Arthur Laing
2. 1968-1974 Jean Chrétien
3. 1974-1976 J. Judd Buchanan
4. 1976-1977 Warren Allmand
5. 1977-1979 James Hugh Faulkner

- Ministre d'État chargé des Affaires urbaines

1. 1971-1972 Robert Knight Andras
2. 1972-1974 Stanley Ronald Basford
3. 1974-1976 Barnett Jerome Danson
4. 1976-1979 André Ouellet

- Ministre de l'Agriculture

1. 1968-1968 John James Greene
2. 1968-1972 Horace Andre Olson
3. 1972-1979 Eugene Francis Whelan

- Ministre des Approvisionnements et Services

1. 1969-1969 Donald Campbell Jamieson
2. 1968-1972 James Armstrong Richardson
3. 1972-1978 Jean-Pierre Goyer
4. 1978-1979 Pierre de Bané

- Ministre du Commerce

1. 1968-1968 Charles Mills Drury
2. 1968-1969 Jean-Luc Pépin

- Ministre des Communications

1. 1969-1971 Eric Kierans
2. 1971-1971 Jean-Pierre Côté (Intérim)
3. 1971-1971 Gérard Pelletier (Intérim)
4. 1971-1972 Robert Douglas Stanbury
5. 1972-1975 Gérard Pelletier
6. 1975-1975 Pierre Juneau
7. 1975-1975 Otto Emil Lang (Intérim)
8. 1975-1979 Jeanne Sauvé

- Président du Conseil du Trésor

1. 1968-1968 Edgar John Benson
2. 1968-1974 Charles Mills Drury
3. 1974-1976 Jean Chrétien
4. 1976-1978 Robert Knight Andras
5. 1978-1979 Judd Buchanan

- Président du Conseil privé

1. 1968-1968 Pierre Elliott Trudeau (Intérim)
2. 1968-1968 Allan Joseph MacEachen (Intérim)
3. 1968-1970 Donald Stovel Macdonald
4. 1970-1974 Allan Joseph MacEachen
5. 1974-1976 Mitchell William Sharp
6. 1976-1979 Allan Joseph MacEachen

- Ministre de la Consommation et des Corporations

1. 1968-1968 John Napier Turner
2. 1968-1972 Stanley Ronald Basford
3. 1972-1972 Robert Knight Andras
4. 1972-1974 Herbert Eser Gray
5. 1974-1976 André Ouellet
6. 1976-1976 Bryce Stuart Mackasey
7. 1976-1977Anthony Chisholm Abbott
8. 1977-1979 Warren Allmand

- Ministre associé de la Défense nationale

1. 1968-1979 Vacant

- Ministre de la Défense nationale

1. 1968-1970 Léo Cadieux
2. 1970-1970 Charles Mills Drury (Intérim)
3. 1970-1972 Donald Stovel Macdonald
4. 1972-1972 Edgar John Benson
5. 1972-1972 Jean-Eudes Dubé (Intérim)
6. 1972-1972 Charles Mills Drury (Intérim)
7. 1972-1976 James Armstrong Richardson
8. 1976-1976 Barnett Jerome Danson (Intérim)
9. 1976-1979 Barnett Jerome Danson

- Ministre d'État chargé du Développement économique

1. 1978-1979 Robert Knight Andras

- Ministre de l'Emploi et de l'Immigration

1. 1977-1979 Jack Sydney George Cullen

- Ministre de l'Énergie, des Mines et des Ressources

1. 1968-1968 Jean-Luc Pépin
2. 1968-1972 John James Greene
3. 1972-1975 Donald Stovel Macdonald
4. 1975-1979 Alastair William Gillespie

- Ministre de l'Environnement

1. 1971-1974 Jack Davis
2. 1974-1975 Jeanne Sauvé
3. 1975-1976 Roméo LeBlanc (Intérim)
4. 1976-1976 Jean Marchand
5. 1976-1976 Roméo LeBlanc (Intérim)
6. 1976-1979 Roméo LeBlanc
7. 1979-1979 Leonard Stephen Marchand

- Ministre chargé de l'Expansion économique régionale

1. 1969-1972 Jean Marchand
2. 1972-1975 Donald Campbell Jamieson
3. 1975-1979 Marcel Lessard

- Ministre des Finances

1. 1968-1972 Edgar John Benson
2. 1972-1975 John Napier Turner
3. 1975-1975 Charles Mills Drury (Intérim)
4. 1975-1977 Donald Stovel Macdonald
5. 1977-1979 Jean Chrétien

- Ministre des Forêts et du Développement rural

1. 1968-1968 Maurice Sauvé
2. 1968-1969 Jean Marchand

- Ministre de l'Industrie

1. 1968-1968 Charles Mills Drury
2. 1968-1969 Jean-Luc Pépin

- Ministre de l'Industrie et du Commerce

1. 1969-1972 Jean-Luc Pépin
2. 1972-1975 Alastair William Gillespie
3. 1975-1976 Donald Campbell Jamieson
4. 1976-1977 Jean Chrétien
5. 1977-1979 John Henry Horner

- Ministre de la Justice et procureur général du Canada

1. 1968-1968 Pierre Elliott Trudeau
2. 1968-1972 John Napier Turner
3. 1972-1975 Otto Emil Lang
4. 1975-1978 Stanley Ronald Basford
5. 1978-1978 Otto Emil Lang (Intérim)
6. 1978-1978 Otto Emil Lang
7. 1978-1979 Marc Lalonde

- Leader du gouvernement au Sénat

1. 1969-1974 Paul Joseph James Martin (Sénateur)
2. 1974-1979 Raymond Joseph Perrault (Sénateur)

- Ministre de la Main-d'œuvre et de l'Immigration

1. 1968-1968 Jean Marchand
2. 1968-1970 Allan Joseph MacEachen
3. 1970-1972 Otto Emil Lang
4. 1972-1972 Bryce Stuart Mackasey
5. 1972-1976 Robert Knight Andras
6. 1976-1979 Jack Sydney George Cullen

- Ministre d'État

1. 1971-1972 Martin Patrick O'Connell
2. 1972-1972 Patrick Morgan Mahoney
3. 1972-1974 Stanley Haidasz
4. 1974-1974 Bryce Stuart Mackasey
5. 1974-1976 Roméo LeBlanc
6. 1976-1976 Leonard Stephen Marchand
7. 1976-1977 Iona Campagnolo
8. 1977-1977 Joseph-Philippe Guay
9. 1977-1977 Marc Lalonde
10. 1977-1977 Norman A. Cafik
11. 1977-1978 Anthony Chisholm Abbott
12. 1978-1979 John M. Reid

- Ministre des Postes

1. 1968-1968 Jean-Pierre Côté
2. 1968-1971 Eric Kierans
3. 1971-1971 Jean-Pierre Côté (Intérim)
4. 1971-1972 Jean-Pierre Côté
5. 1972-1974 André Ouellet
6. 1974-1976 Bryce Stuart Mackasey
7. 1976-1978 Jean-Jacques Blais
8. 1978-1979 Gilles Lamontagne

- Ministre sans portefeuille

1. 1968-1968 Charles Ronald McKay Granger
2. 1968-1969 Paul Joseph James Martin
3. 1968-1968 Donald Stovel Macdonald
4. 1968-1968 Bryce Stuart Mackasey
5. 1968-1968 John Carr Munro
6. 1968-1968 Gérard Pelletier
7. 1968-1968 Jack Davis
8. 1968-1971 Robert Knight Andras
9. 1968-1970 Otto Emil Lang
10. 1968-1969 James Armstrong Richardson
11. 1969-1970 Herbert Eser Gray
12. 1969-1971 Robert Douglas George Stanbury
13. 1970-1971 Jean-Pierre Côté
14. 1975-1976 Jean Marchand
15. 1976-1977 Joseph-Philippe Guay
16. 1977-1977 John Henry Horner
17. 1978-1978 Gilles Lamontagne

- Ministre des Pêcheries

1. 1968-1968 Hédard Robichaud
2. 1968-1969 Jack Davis

- Ministre des Pêches et des Forêts

1. 1969-1979 Jack Davis

- Ministre des Pêches et des Océans

1. 1979-1979 Roméo LeBlanc

- Ministre de la Production de défense

1. 1968-1968 Charles Mills Drury
2. 1968-1969 Donald Campbell Jamieson

- Ministre du Revenu national

1. 1968-1968 Jean Chrétien
2. 1968-1970 Jean-Pierre Côté
3. 1970-1972 Herbert Eser Gray
4. 1972-1974 Robert Douglas George Stanbury
5. 1974-1975 Stanley Ronald Basford
6. 1975-1976 Jack Sydney George Cullen
7. 1976-1977 Monique Bégin
8. 1977-1978 Joseph-Philippe Guay (Sénateur)
9. 1978-1979 Anthony Chisholm Abbott

- Ministre de la Santé nationale et du Bien-être social

1. 1968-1968 Allan Joseph MacEachen
2. 1968-1972 John Carr Munro
3. 1972-1977 Marc Lalonde
4. 1977-1979 Monique Bégin

- Ministre d'État chargé des Sciences et de la Technologie

1. 1971-1972 Alastair William Gillespie
2. 1972-1974 Jeanne Sauvé
3. 1974-1976 Charles Mills Drury
4. 1976-1977 James Hugh Faulkner
5. 1977-1978 J. Judd Buchanan
6. 1978-1979 Alastair William Gillespie

- Secrétaire d'État du Canada

1. 1968-1968 Jean Marchand
2. 1968-1972 Gérard Pelletier
3. 1972-1976 James Hugh Faulkner
4. 1976-1979 John Roberts

- Solliciteur général du Canada

1. 1968-1968 John Napier Turner
2. 1968-1970 George James McIlraith
3. 1970-1972 Jean-Pierre Goyer
4. 1972-1976 Warren Allmand
5. 1976-1978 Francis Fox
6. 1978-1978 Stanley Ronald Basford (Intérim)
7. 1978-1979 Jean-Jacques Blais

- Ministre des Transports

1. 1968-1969 Paul Theodore Hellyer
2. 1969-1969 James Armstrong Richardson (Intérim)
3. 1969-1972 Donald Campbell Jamieson
4. 1972-1975 Jean Marchand
5. 1975-1979 Otto Emil Lang

- Ministre du Travail

1. 1968-1968 Jean-Luc Pépin
2. 1968-1972 Bryce Stuart Mackasey
3. 1972-1972 Martin Patrick O'Connell
4. 1972-1978 John Carr Munro
5. 1978-1978 André Ouellet (Intérim)
6. 1978-1979 Martin Patrick O'Connell

- Ministre des Travaux publics

1. 1968-1968 George James McIlraith
2. 1968-1972 Arhtur Laing
3. 1972-1974 Jean-Eudes Dubé
4. 1974-1976 Charles Mills Drury
5. 1976-1978 J. Judd Buchanan
6. 1978-1979 André Ouellet